# أنجيلو دي مارتيني
أنجيلو دي مارتيني (بالإيطالية: Angelo De Martini)‏ هو دراج إيطالي، ولد في 24 يناير 1897 في فيلافرانكا دي فيرونا في إيطاليا، وتوفي في 17 أغسطس 1979 في فيرونا في إيطاليا.

## وصلات خارجية
- أنجيلو دي مارتيني على موقع أرشيف الدراجات (الإنجليزية)
- أنجيلو دي مارتيني على موقع إحصائيات الدراجات الإحترافية (الإنجليزية)
- أنجيلو دي مارتيني على موقع CycleBase (الإنجليزية)
- أنجيلو دي مارتيني على موقع اللجنة الأولمبية الدولية (الإنجليزية)
- أنجيلو دي مارتيني على موقع أوليمبيديا (الإنجليزية)
- أنجيلو دي مارتيني على موقع اللجنة الأولمبية الإيطالية (الإيطالية)